# جيف هالبر
جيف هالبر' (بالعبرية: ר ה פ ג؛ ولد عام 1946) وهو عالم أنثروبولوجيا أمريكي المولد، وهو مؤلف ومحاضر وناشط سياسي عاش في إسرائيل منذ عام 1973، كما أنه المدير السابق للجنة الإسرائيلية المناهضة لهدم المنازل.
كتب هالبر عددا من الكتب عن الصراع الاسرائيلي الفلسطيني وهو كاتب ومتحدث متكرر عن السياسة الإسرائيلية يركز أساسًا على استراتيجيات سلمية لحل الصراع الإسرائيلي الفلسطيني. وهو من مؤيدي حركة المقاطعة السياسية والمقاطعة الأكاديمية لإسرائيل، ويعتبر إسرائيل مذنبة ب «الفصل العنصري» وبحملة متعمدة «لتهويد» الأراضي الفلسطينية المحتلة.
في عام 1997، شارك هالبر في تأسيس «المجلس الدولي للدفاع عن الشعب الفلسطيني» لتحدي ومقاومة السياسة الإسرائيلية الرامية إلى هدم المنازل الفلسطينية في الأراضي المحتلة، وتنظيم متطوعين دوليين وإسرائيليين وفلسطينيين، لإعادة بناء المنازل الفلسطينية كأعمال مقاومة سياسية (أعاد المجلس بناء 189 منزلا فلسطينيا). وقد رشِّح هالبر، إلى جانب المفكر الفلسطيني والناشط غسان أندوني، للحصول على جائزة نوبل للسلام لعام 2006 من قبل لجنة خدمة الأصدقاء الأمريكيين على عمله «لتحرير كل من الشعب الفلسطيني والإسرائيلي من نير العنف الهيكلي» و«بناء المساواة بين شعبيهما بالاعتراف بإنسانيتهما المشتركة والاحتفال بها».
في عام 2013، بدأ هالبر، مع مجموعة من النشطاء الدوليين، حملةً تهدف إلى توفير «بنية تحتية» تمكن المجموعات اليسارية والتقدمية من إيجاد بعضها البعض عبر القضايا والجغرافيا، والتواصل والتنسيق وتبادل التحليلات والمواد، والتخطيط لحملات مشتركة، خاصة حول القضايا العالمية. والهدف النهائي من البرنامج هو توليد تصور لنظام عالمي عادل وشامل وتعددي ومستدام في مرحلة ما بعد الرأسمالية، «يركز على الإنسان» (أو «يركز على الحياة»)، والمساعدة في خلق حركة عالمية من شأنها أن تجعله حيا.

## حياته ونشأته
ولد هالبر في بوسطن عام 1946، لكنه ترعرع في هييينغ، مينيسوتا. حصل على البكالوريوس من كلية ماكاليستر والدكتوراه في علم الإنسان الثقافي والتطبيقي من جامعة ويسكونسن - ميلووكي. وخلال الستينيات كان هالبر ناشطًا في حركة الحقوق المدنية والحركة المناهضة للحرب الفيتنامية، وكان يقف ضد الخدمة العسكرية في الحرب. وفي مقابلة عام 2010، قال هالبر: وقال «لا أتحدث عن ذلك كثيرا لكنني ذهبت إلى الجيش الإسرائيلي... لقد قمت بواجبي كأي شخص آخر لمدة عشرين عاما».
هاجر هالبر إلى إسرائيل عام 1973.في مذكراته لعام 2008، يقول هالبر أنه عند وصوله إلى إسرائيل "أعتقد أنه كان بإمكانك أن تدعوني 'صهيوني'. " وإلى أن شهد هدم المنازل في عناتا في الضفة الغربية عام 1998، وصف هالبر نفسه بأنه "يهودي هاجر إلى إسرائيل من الولايات المتحدة قبل 25 عاما"، الذي "اكتفى عموما بما يمكن وصفه بالمبادئ الصهيونية..." هالبر يقول: "لقد ذهبت إلى مقولة مازيني الشهيرة: 'بدون بلد أنتم أوغاد الإنسانية'. لقد بدا لي أن هذا الأمر وحدي يكفي لتبرير وجود إسرائيل كدولة يهودية في الوقت الذي أنزلت فيه المطالبات الفلسطينية بالضرورة التاريخية لليهود ليسيطروا على مصيرهم. رغم أن هالبر ادعى في مقابلته لعام 2010: "جئت وعيناي مفتوحتين. لم آت أبدا كصهيوني."
عمل هالبر كمحاضر مساعد في الأنثروبولوجيا في جامعة حيفا وفي جامعة بن غوريون، على الرغم من أن معظم حياته المهنية الأكاديمية كانت في كلية الأصدقاء العالمية. وكان مدير مركز الشرق الأوسط التابع للكلية في القدس، وعندما اندمجت الكلية مع جامعة لونغ آيلاند في عام 1991، أصبح مديراً لمركز العمليات الأكاديمية الدولية، وتم ترقيته إلى رتبة أستاذ مشارك.
وتركز أبحاثه الأكاديمية على تاريخ القدس الحديثة، والثقافة الإسرائيلية المعاصرة، والصراع في الشرق الأوسط. وبالإضافة إلى التدريس والبحوث، يشارك هالبر في قضايا نشاط العدالة الاجتماعية في إسرائيل. أمضى عشرة أعوام كمتطوع في المجتمع المحلي في الأحياء الداخلية في مدينة القدس، وشغل منصب رئيس الجمعية الإسرائيلية لليهود الأثيوبيين حيث كان نشطا في الستينيات في الدفاع عن حقوق اليهود الأثيوبيين وفي البحث في تاريخ الجالية اليهودية في إثيوبيا.

## تأسيس اللجنة الإسرائيلية المناهضة لهدم المنازل
وقد شارك هالبر في تأسيس اللجنة الإسرائيلية المناهضة لهدم المنازل في عام 1997 لمقاومة الاحتلال الاسرائيلى والعمل من أجل سلام عادل بين الإسرائيليين والفلسطينيين. اعتبر «المجلس الفلسطيني لحقوق الإنسان» سياسة الحكومة الإسرائيلية بهدم منازل الفلسطينيين في الأراضي المحتلة (أكثر من 47000 منذ عام 1967، حسب المركز)، وسيلة للمقاومة، ويُهدم العديد من المنازل في إطار «أضرار جانبية» في العمليات العسكرية (18000 في هجوم عام 2014 على غزة وحدها)، وآخرون لأن إسرائيل تستخدم سياسات تخطيطية تمييزية وتقسيم المناطق لتقييد منح تصاريح البناء، وتجميد بناء الفلسطينيين تقريبا في عام 1967، وتدميرهم عندما يضطر الفلسطينيون إلى البناء «بطريقة غير قانونية». والهدف من ذلك، كما يقول هالبر، ليس ضمان أمن المواطنين الإسرائيليين، بل ببساطة حصر السكان في الضفة الغربية والقدس الشرقية في جيوب صغيرة وفقيرة ومنفصلة، وترك معظم الأراضي للإستيطان والضم الإسرائيليين.
وبصفته المدير المنسق للمركز، نظم هالبر وقاد عملا مباشرا في معارضة السياسات الإسرائيلية. وقد واجه جرافات الجيش الإسرائيلي وهي تأتي لهدم منازل الفلسطينيين، وهو ينظم، في إطار المؤتمر الدولي للسكان والتنمية، الفلسطينيين والإسرائيليين والرعايا الدوليين لإعادة بناء المنازل الفلسطينية المدمرة.
وعادة ما يتلقى المركز مكالمة من عائلة فلسطينية يبلغه فيها أن الجرافات وصلت. وبناء على ذلك، يرسل المركز لرعاية الأسرة تحذيرا لاتخاذ إجراء، استجابة منه لظهور نشطاء من مختلف الجماعات والانخراط في العصيان المدني من خلال الوقوف في وجه الجرافات. كما المركز بجمع الأموال لإعادة بناء هذه المنازل في مواقعها الأصلية. ويعمل المركز في تحالف مع مجموعة واسعة من المنظمات الإسرائيلية اليسارية بما فيها: الحاخامات من أجل حقوق الإنسان، ومركز المعلومات البديلة، وتعيوش، فضلا عن جماعات فلسطينية مثل لجنة الدفاع عن الأرض، ولجنة الإغاثة الزراعية الفلسطينية.
«إن السكان الفلسطينيين في الأرض الفلسطينية المحتلة، بما فيها القدس الشرقية المحتلة والمضمة بصورة غير مشروعة، ما زالوا يعانون من العنف والتهجير والتجريد والحرمان نتيجة للاحتلال الإسرائيلي المطول، في معظم الحالات انتهاكا لحقوقهم بموجب القانون الدولي. وفي الضفة الغربية، بما فيها القدس الشرقية، تشكل عمليات الهدم سببا رئيسيا في تدمير الممتلكات، بما في ذلك الهياكل السكنية وهياكل المعيشة، والتشريد»
وتصف المنظمة حملة الهدم الإسرائيلية بأنها تقسم إلى ثلاثة مراحل. شملت المرحلة الأولى «داخل إسرائيل» (1948-1960) تدمير القرى والأحياء الحضرية الفلسطينية «حتى لا يتمكن اللاجئون من العودة ويحول أراضيهم إلى السكان اليهود». وقد أزالت المرحلة الثانية، «في الأراضي المحتلة» (منذ عام 1967)، المنازل في الضفة الغربية والقدس الشرقية وغزة. أما المرحلة الثالثة، «العودة إلى داخل إسرائيل» (من 1990 حتى الآن)، فهي تنطوي على عمليات هدم بمعدل متسارع.
وقد اعتقلت السلطات الإسرائيلية هالبر عدة مرات احتجاجا على هدم منازل الفلسطينيين. وقال بعد القبض عليه «إننا كإسرائيليين لدينا ميزة». «إنهم (الشرطة) لن يطلقوا النار علينا إذا قاومنا الهدم، ولكن لو قام فلسطيني بذلك، لكانوا قد أطلقوا عليه النار بالتأكيد».